# Loka pri Dobrni
Loka pri Dobrni je naselje v Občini Dobrna.

## Prebivalstvo
Etnična sestava 1991:
- Slovenci: 36 (97,3 %)
- Neznano: 1 (2,3 %)